# HMS Sandwich (1759)
Pour les autres navires du même nom, voir HMS Sandwich.
Le HMS Sandwich est un vaisseau de ligne de deuxième rang armé de 90 canons, en service dans la Royal Navy britannique pendant la seconde moitié du XVIIIe siècle. Il est le premier vaisseau de sa classe.
Lancé le 14 avril 1759 aux chantiers navals de Chatham, le HMS Sandwich participe à la guerre d'indépendance des États-Unis. Il est à la bataille du cap Saint-Vincent en 1780, au cours de laquelle il sert de vaisseau amiral à l'amiral George Rodney. Il participe ensuite aux trois combats dans les Antilles contre la flotte de Guichen. Au combat du 17 avril, il est partiellement démâté et part à la dérive dans la ligne française, obligeant Rodney à changer de vaisseau amiral en plein combat. Il échappe cependant à la capture car les Français font retraite sans se préoccuper de lui.
Il est transformé en batterie flottante en 1780, et affecté au service de port à partir de 1790. Le Sandwich est démantelé en 1810.

## «Vaisseau fantôme» à Trafalgar

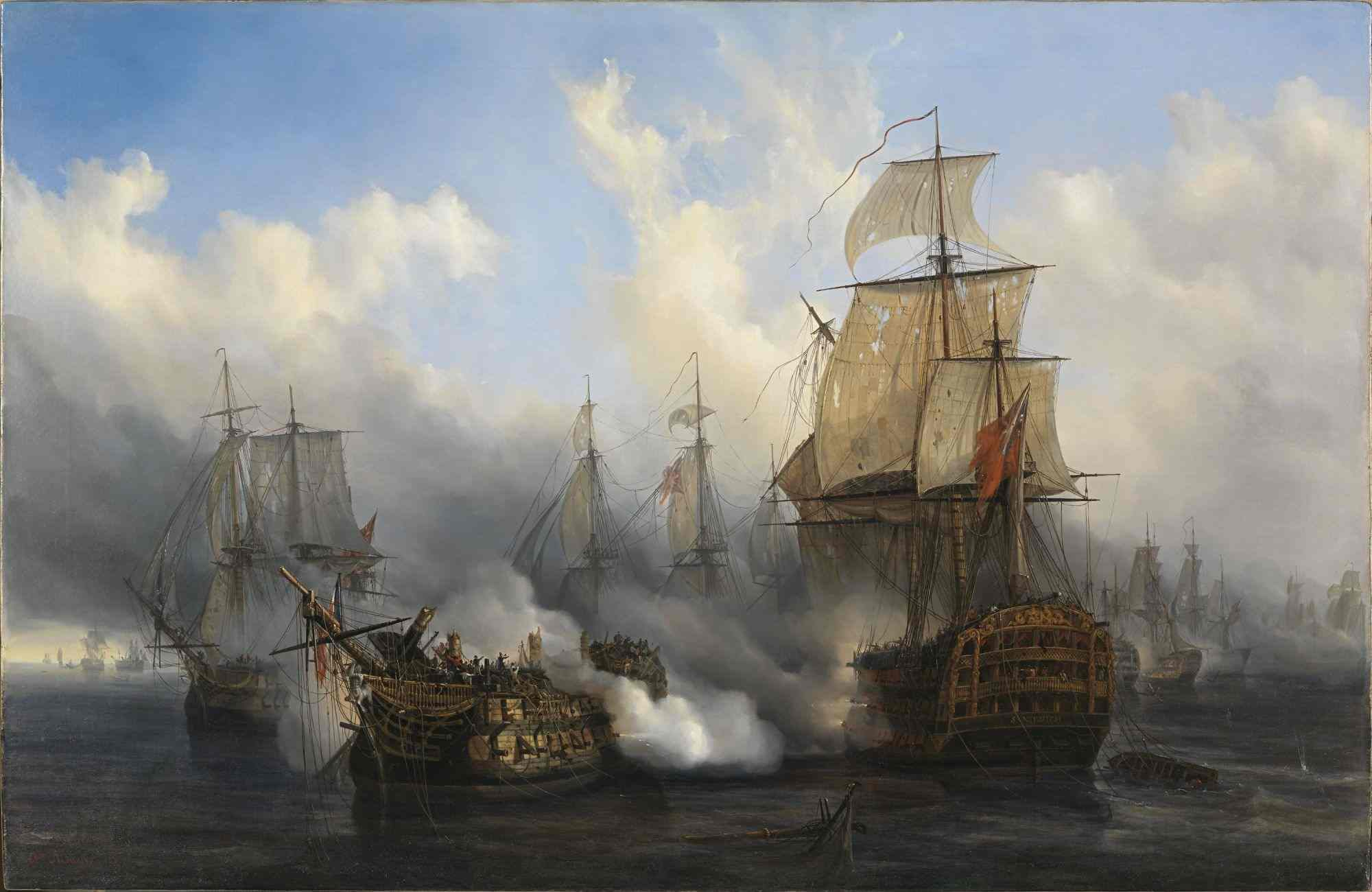
Le HMS Sandwich fait feu sur le vaisseau amiral français Bucentaure (complètement démâté) lors de la bataille de Trafalgar. Le Bucentaure combat également le (derrière lui) et le (à gauche du tableau). En réalité, le HMS Sandwich ne prit pas part à la bataille de Trafalgar, et il s'agit d'une erreur du peintre.

Le titre réel du tableau n'est pas connu. Peint en 1836 par Auguste Mayer, il est probable que l'information sur le tableau ait été perdue durant la Seconde Guerre mondiale, et que lorsque le tableau est réapparu, on lui ait attribué un contexte et un titre erronés. Ce tableau fait partie d'un ensemble de six. Les six tableaux représentaient les combats que livra le Bucentaure tout au long de la bataille de Trafalgar.
Le navire figurant au premier plan et qui ouvre le feu sur le Bucentaure est un navire de deuxième classe, le Sandwich, qui n'était pas présent à Trafalgar, étant au port à ce moment-là. Il est généralement admis que le Sandwich est en fait le Temeraire, mal nommé par l'artiste, et que le navire démâté dans le fond à gauche est le Redoutable, un navire de troisième classe français armé de 74 canons.
Les recherches montrent que le navire à l'avant-plan est en fait le Bucentaure, au vu de sa figure de proue, de sa ressemblance avec la description et la conception à double pont du Bucentaure, et de la présence des hommes attroupés autour du mât principal qui correspond à la description des événements à bord du Bucentaure lors de la bataille.

## Sources et bibliographie
- (en) Cet article est partiellement ou en totalité issu de l’article de Wikipédia en anglais intitulé « HMS Sandwich (1759) » (voir la liste des auteurs).
- (en) Brian Lavery, The Ship of the Line, vol. 1: The development of the battlefleet 1650-1850, Conway Maritime Press, 2003 (ISBN 0-85177-252-8)